# Dominique-Vivant Denon

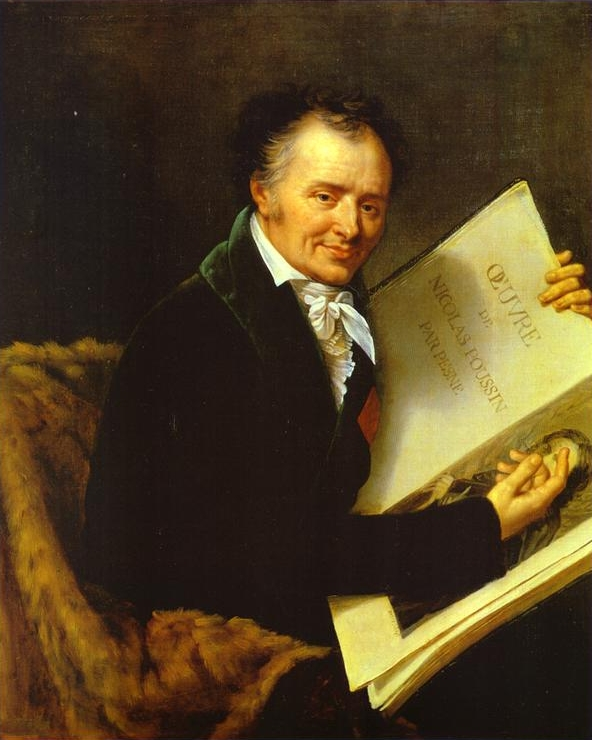
Dominique-Vivant Denon 1808, gemalt von Robert Lefèvre

Dominique-Vivant Baron Denon (* 4. Januar 1747 in Chalon-sur-Saône; † 27. April 1825 in Paris) war ein französischer Kunstpolitiker und „Museumsmann“ mit vielseitigen Tätigkeiten als Medailleur, Graveur, Archäologe, Maler, Schriftsteller, Diplomat und Kunstsammler.

## Leben

### Kindheit und Jugend
Der Chevalier Dominique-Vivant de Non wurde am 4. Januar 1747 nahe Chalon-sur-Saône als Sohn eines Advokaten aus dem untersten Adelsstand geboren. Ein Jurastudium in Paris ab 1765 wurde von dem den schönen Künsten zugetanen jungen Mann nur halbherzig betrieben. Nach dem baldigen Abbruch des Studiums ließ sich de Non von Noël Hallé in der Malerei ausbilden und begann zu radieren.

### In Versailles
De Non gelang es in Versailles, den König Ludwig XV. auf einer seiner Promenaden anzusprechen und für seine Person zu interessieren. Er erhielt 1769 eine Anstellung als Konservator des von der Madame de Pompadour eingerichteten Gemmenkabinettes. Im gleichen Jahr folgte die Ernennung zum Kammerherrn des Königs. Ein zeitgleicher Versuch als Theaterautor scheiterte. Das bereits im Druck erschienene, am 14. Juli 1769 uraufgeführte Stück Julie ou le bon père wurde von Diderot und der Kritik gründlich verrissen.

### Im diplomatischen Dienst
Unter Ludwig XVI. trat de Non 1771 in den diplomatischen Dienst und wurde Botschaftssekretär mit nachrichtendienstlichen Aufträgen in Sankt Petersburg. Nach einer gescheiterten, Aufsehen erregenden Fluchthilfe für eine als Agentin aufgedeckte französische Schauspielerin erhielt er Urlaub und wurde anschließend über Stockholm in die Schweiz versetzt. Die Mission von 1775 nutzte de Non im Juli zu einem Besuch Voltaires in Ferney. De Non gelang es ein passables Porträt von Voltaire zu zeichnen, das auch im Druck erschien. Zum großen Ärgernis für Voltaire wurde de Nons satirischer Kupferstich mit dem Titel Le Déjeuner de Ferney, das den gealterten Schriftsteller im Bett umgeben von seinem Hofstaat karikierte. Das Blatt erfreute sich europaweit mehrerer Auflagen.
1777 schrieb er seine Novelle Point de Lendemain, die in einem Sammelband, den Mélanges littéraires ou Journal des Dames des Claude-Joseph Dorat unter den Initialen M.D.G.O.D.R. (Monsieur de Non Gentilhomme ordinaire du Roi) erstveröffentlicht wurde. Daneben zeichnete und radierte er.
Ende 1777 hatte er die Gelegenheit, mit dem Architekten Renard und den Zeichnern Châtelet und Desprez Sizilien zur Vorbereitung der 1786 fertiggestellten Voyage pittoresque des Abbés de Saint-Non zu bereisen. Zunächst ab 1778 persönlicher Berater des französischen Gesandten Clermont d’Amboise, wurde de Non 1779 zum Sekretär und 1782 zum Chargé d’Affaires an der französischen Botschaft des Königreichs Neapel ernannt. In Neapel hatte der beruflich nur wenig beanspruchte Botschaftssekretär Zeit und Muße ein dichtes Beziehungsnetz aufzubauen. De Non freundete sich so mit dem Abbé Galiani, William Hamilton und Emma Hamilton sowie Künstlern wie dem Schauspieler Casciello oder dem Maler Giuseppe Bonito an. Hier wurde Denon erstmals als leidenschaftlicher Sammler und Archäologe bekannt: Über 500 antike Vasen brachte er aus Süditalien nach Paris mit, die er später an die Porzellanmanufaktur Sèvres verkauft. Nach der Abberufung Clermont d’Amboises 1783 geriet auch Denon ins berufliche Aus. Seine Berichte nach Paris über die Intrigen und Verwicklungen am Hof Marie-Carolines, die eine englandfreundliche, gegen Frankreich gerichtete Politik betrieb, missfielen und bedingten nach der Intervention Marie-Carolines bei ihrer Schwester Marie-Antoinette auch seinen Rückruf.
Auf Umwegen kehrte de Non 1785 nach Paris zurück und erhielt nach dem von ihm beantragten Ausscheiden aus dem diplomatischen Dienst eine Pension. Er erhielt eine Gratifikation von zehntausend und eine Rente von zweitausend Livres. Mit 38 Jahren war Denon damit ein finanziell abgesicherter Mann. Am 21. März 1787 wurde de Non zum Mitglied der Académie des Beaux-Arts ernannt und widmete sich seinen künstlerischen Interessen
In dieser Zeit befreundete er sich mit dem Maler Jacques-Louis David. Zusammen arbeiten beide an einer Kupferstichversion von Davids unvollendetem Gemälde „Der Schwur im Ballhaus“ (Le serment du jeu de paume).

### In den Revolutionsjahren

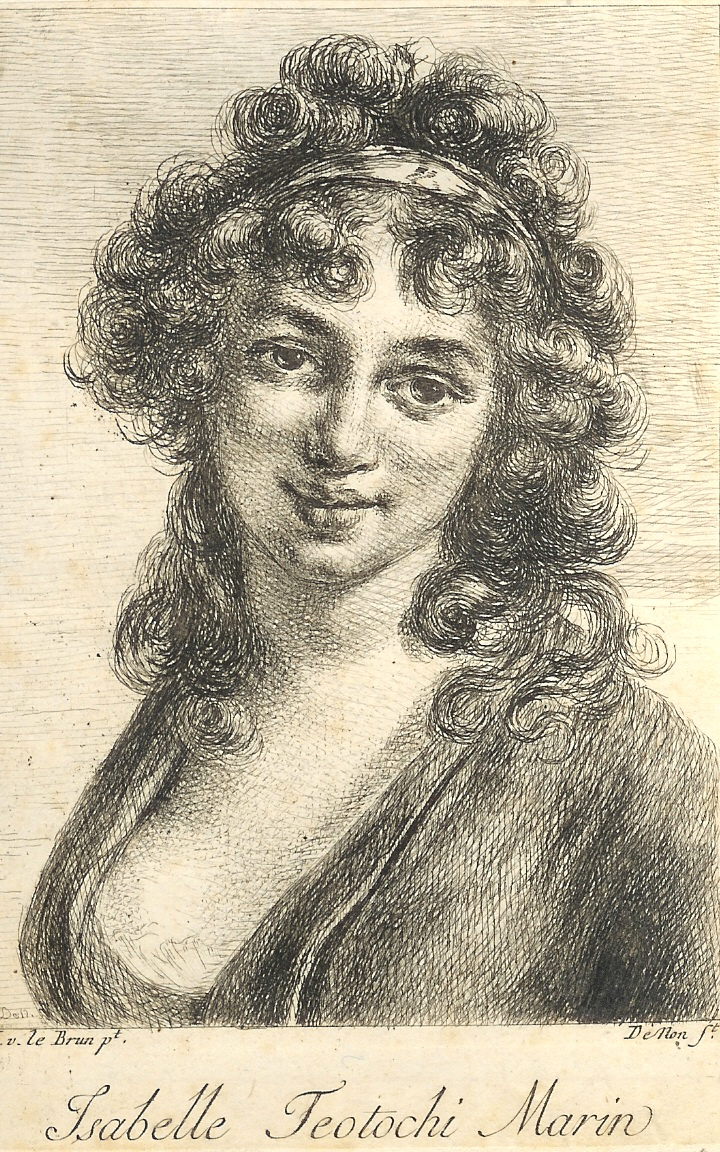
Isabella-Teotochi-Marin, de Non nach Vigée-Lebrun
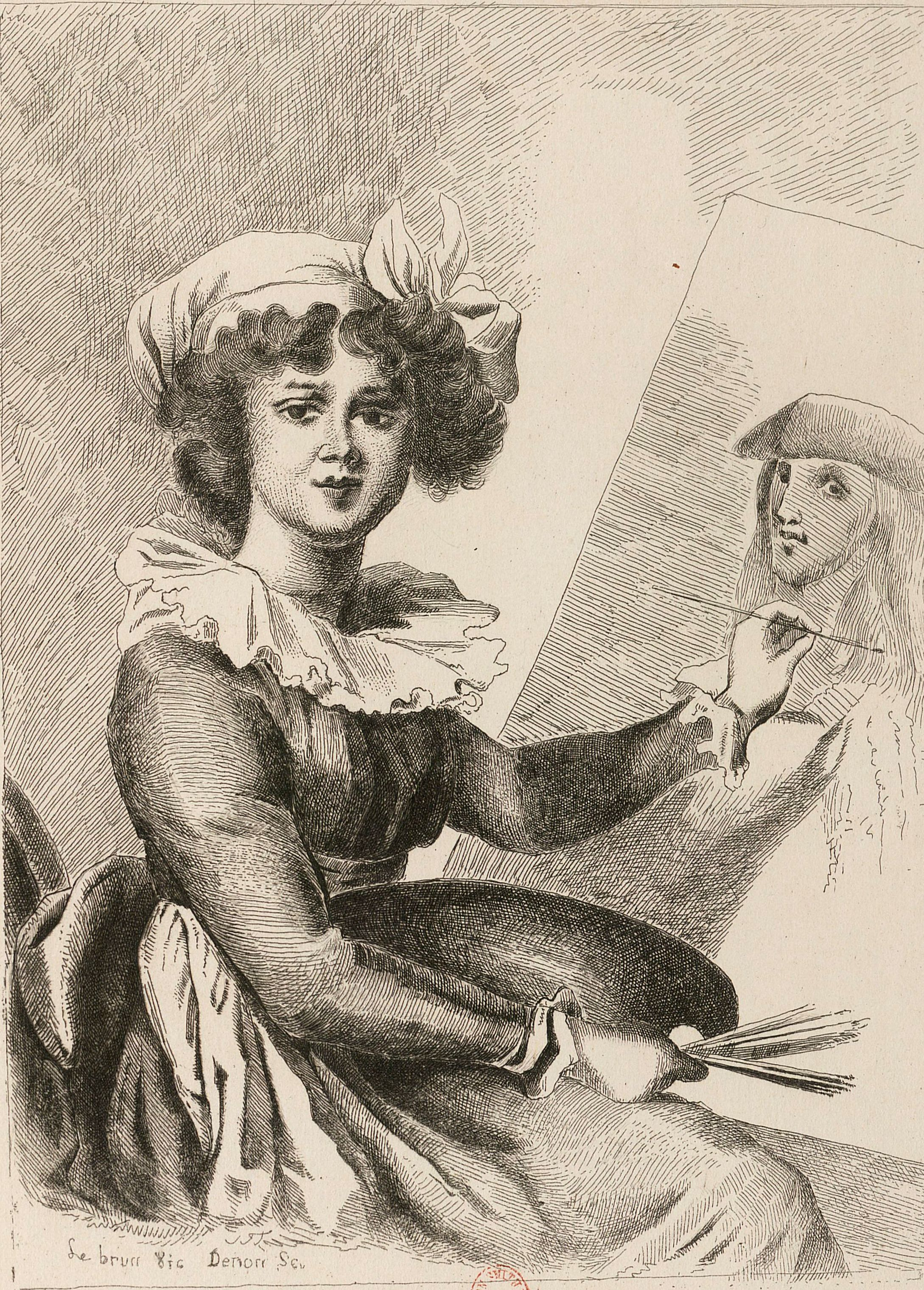
Vigée-Lebrun, de Non nach Vigée-Lebrun
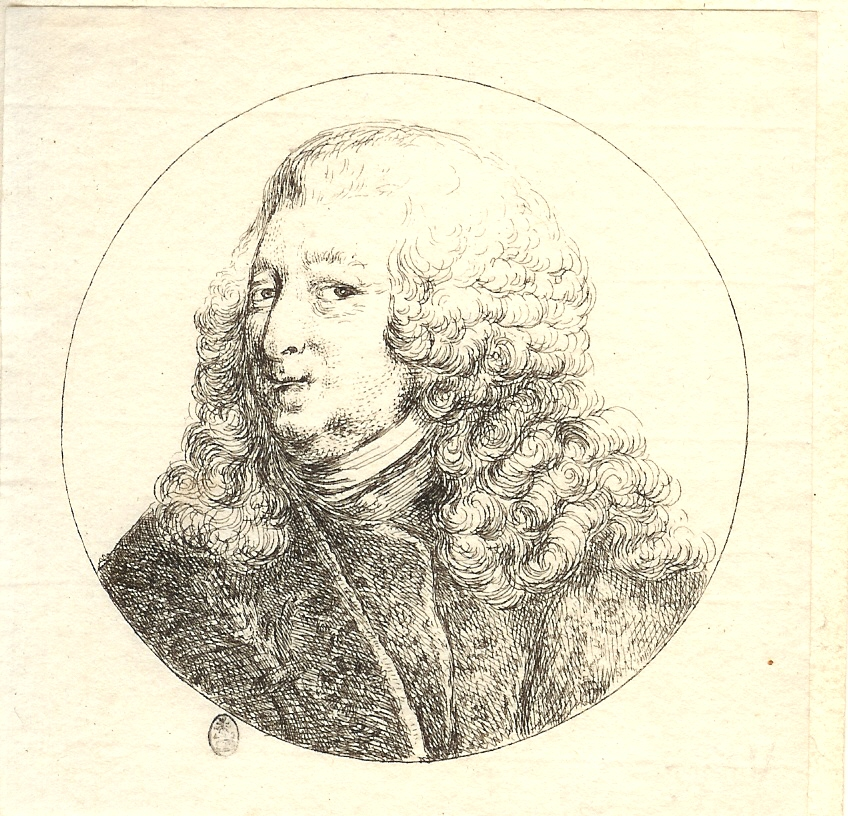
Senator Angelo Querini, de Non
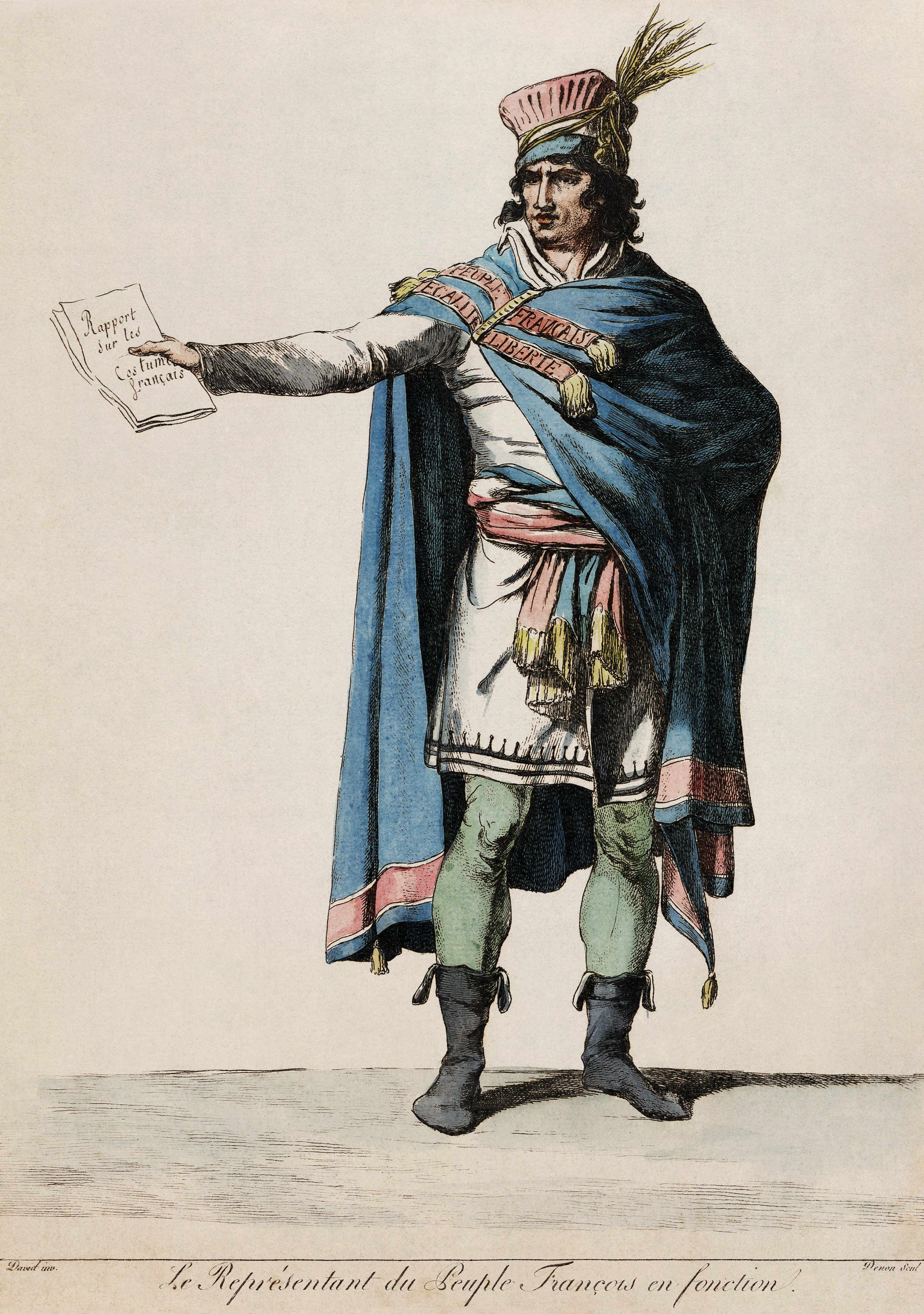
Revolutionärer Gewandentwurf, Denon nach Louis David

Bei einem Studienaufenthalt in Venedig ab Anfang Oktober 1789 wurde de Non vom Ausbruch der französischen Revolution überrascht. De Non verkehrte in Venedig hauptsächlich im Salon seiner Geliebten Isabella Albrizzi-Teotochi. Der Salon war ein Treffpunkt nordeuropäischer Künstler auf einer Italienreise, in dem Anfang der 1790er Jahre auch Johann Wolfgang Goethe, Johann Heinrich Ramberg und Élisabeth Vigée-Lebrun verkehrten. Ramberg und Vigée-Lebrun porträtierten de Non und wurden wiederum von de Non porträtiert. Bereits am 12. August 1790 wurde de Non von den Inquisitoren der Serenissima wegen des Verdachtes auf Jakobinismus erstmals verhört. Am 14. Juli 1793 wurde de Non wegen seiner revolutionsfreundlichen Haltung aus Venedig ausgewiesen und reiste nach Bologna und Florenz weiter. Im Dezember 1793 erfuhr de Non, dass er in Frankreich auf die Liste der Emigranten gesetzt worden war. Zur Rettung seiner Güter reiste de Non über Baden nach Paris und verschleierte sein Adelsprädikat durch ein Zusammenziehen des Prädikates und des Namens zu Denon. Der mittlerweile der Revolution nahestehende Maler Louis David bürgte persönlich für die republikanische Gesinnung Denons und verschaffte ihm den Auftrag, seine Entwürfe für Uniformen republikanischer Amtsträger zu bearbeiten. Die Entwürfe wurden von Denon 1793 gestochen und veröffentlicht. Der kontaktfreudige und gewinnend auftretende Denon schloss mit Robespierre Bekanntschaft und verkehrte in dessen Haus, ohne sich jedoch zu kompromittieren. Denons Verhältnis zu Robespierre bleibt unklar. Eine Zeichnung Denons vom Haupt Robespierres in der Hand des Henkers deutet auf seine Beteiligung an der Hinrichtung Robespierres am 28. Juli 1794 hin.
1797 stellte Denons Bekannte Joséphine de Beauharnais ihn General Bonaparte vor. Von diesem wurde er 1798 in Paris aufgrund seiner Bildung und künstlerischen Fähigkeiten als Zeichner (déssinateur) in die Gruppe der wissenschaftlichen Begleiter (savants) des napoleonischen Expeditionskorps nach Ägypten berufen.

### In Ägypten

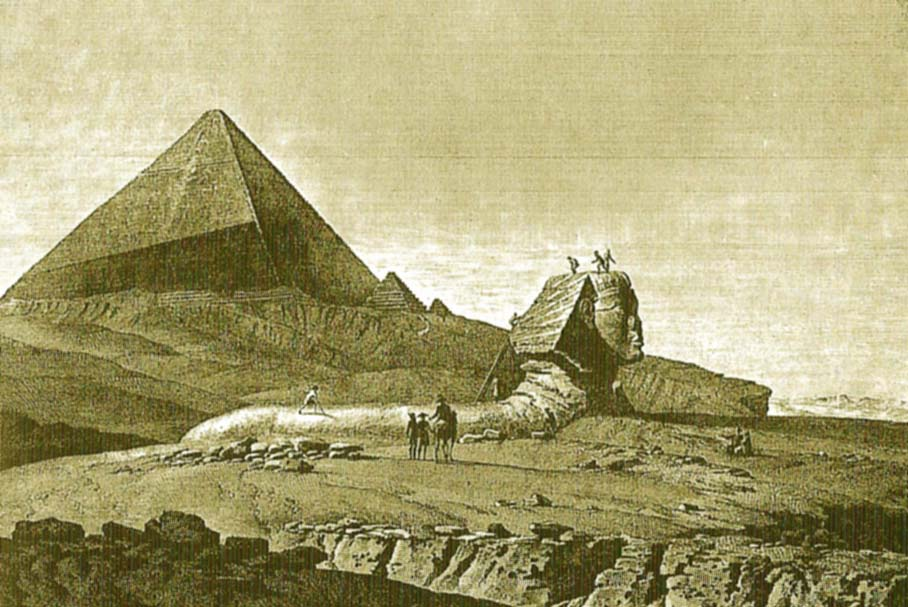
Die Sphinx vor der Cheopspyramide, nach Denon
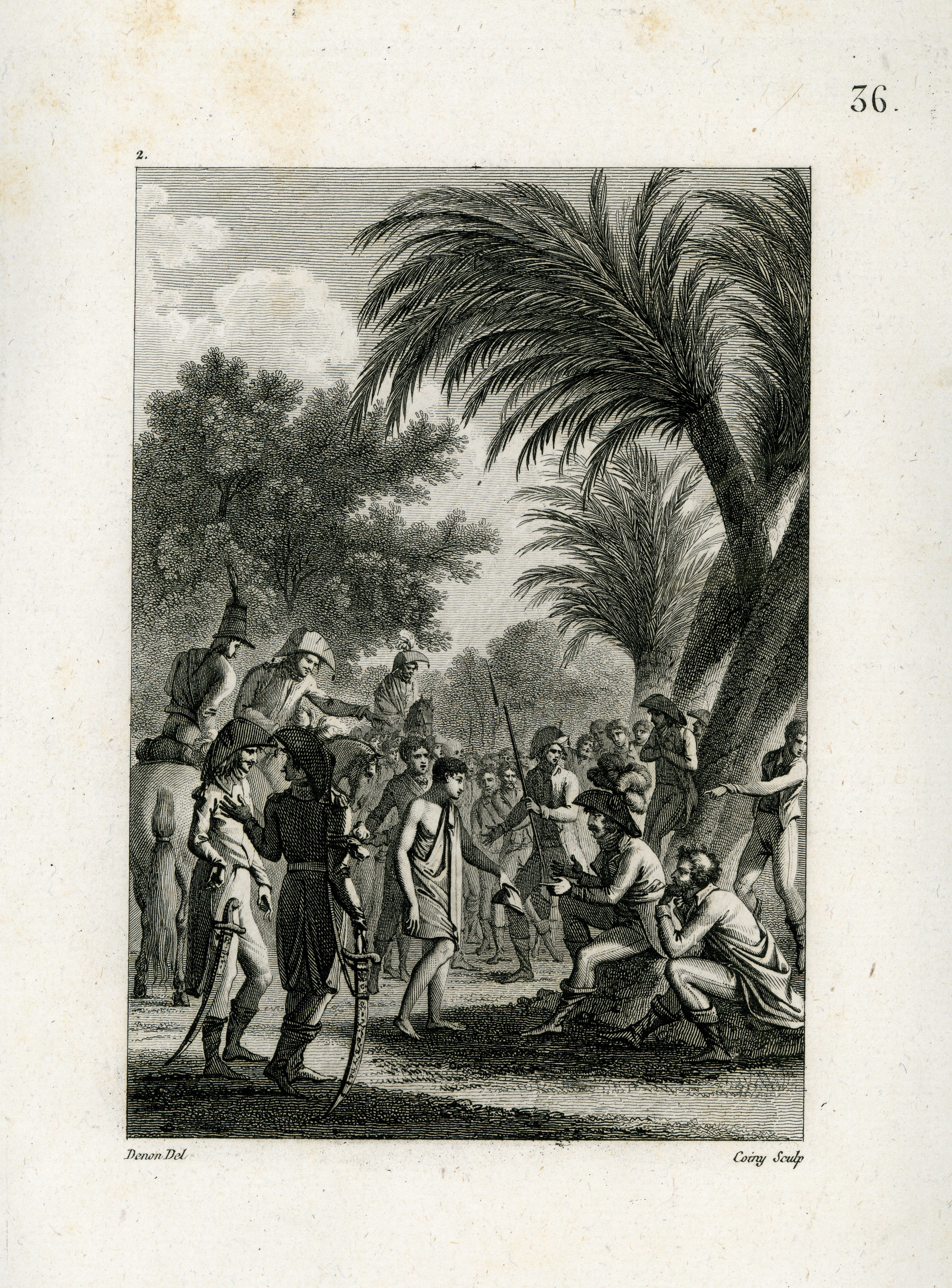
General Desaix hält in Oberägypten Gericht, nach einer Zeichnung Denons
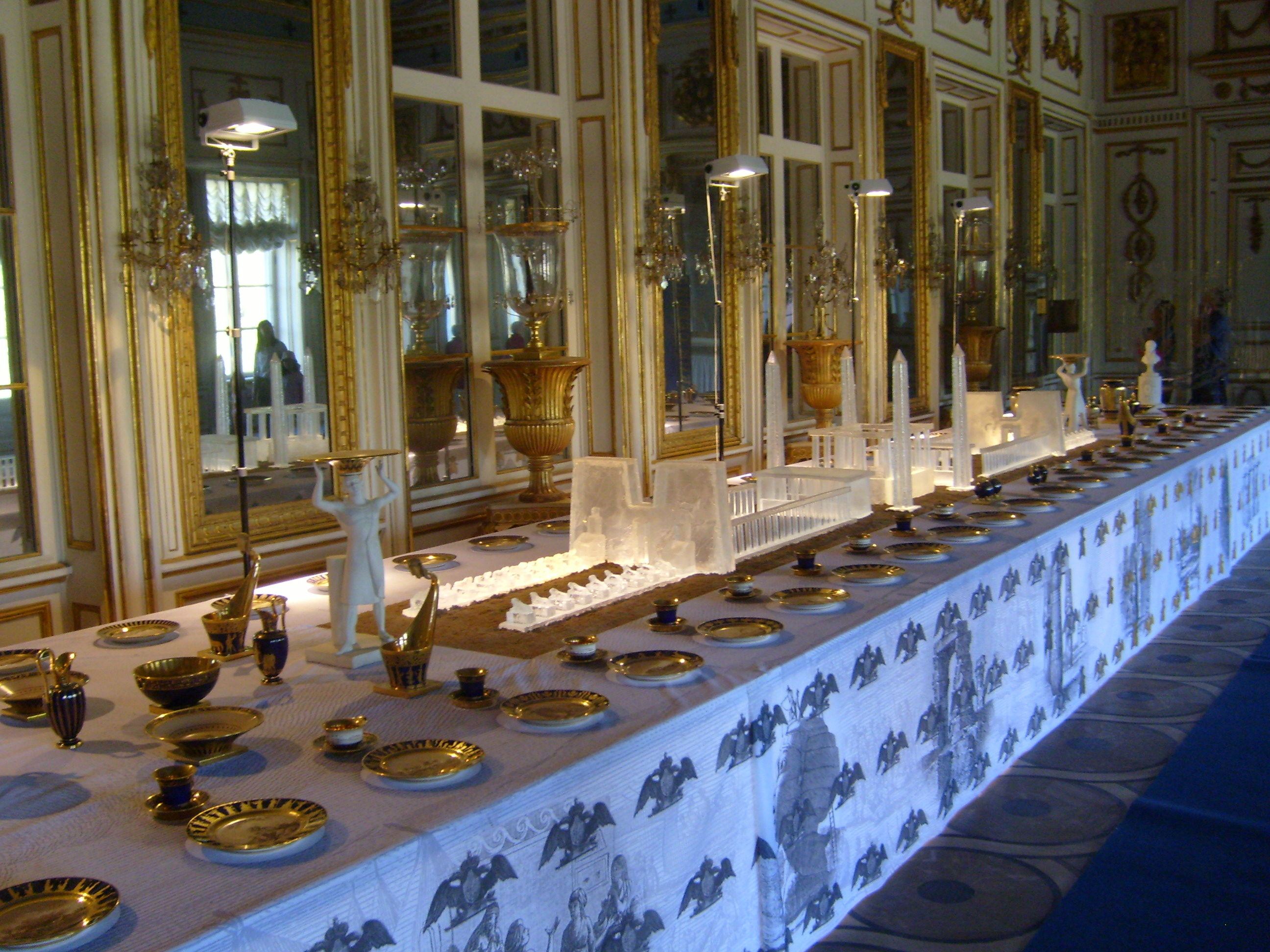
Das ägyptische Service, nach dem Entwurf Denons für die kaiserliche Manufaktur in Sèvres

Im Gefolge der Truppen des französischen Generals Desaix de Veygoux, der dem Mamelukken Murad Bey Muhammad bis nach Oberägypten nachsetzte, fertigte Denon zahlreiche Skizzen und Zeichnungen ägyptischer Bauwerke an, kehrte 1799 nach Kairo zurück und berichtete Napoleon. Von diesem wurden zwei Kommissionen mit der Erfassung der ägyptischen Denkmäler und Kultur beauftragt.
Im Jahr 1802 erschien sein Buch Voyage dans la Basse et la Haute Egypte und wurde ein durchschlagender Erfolg. Dieses Buch wurde zur Initialzündung für die Begeisterung an der Kultur der Pharaonen in Europa und ist somit der Geburtshelfer der Ägyptologie. Mehrere Auflagen in kurzen Abständen und Übersetzungen in die englische und deutsche Sprache (1803 durch Dietrich Tiedemann) folgten.
In den Jahren 1809 bis 1822 erschien die Description de l’Egypte als Ergebnis der wissenschaftlichen Arbeiten der Kommission Napoleons in neun Text- und elf großformatigen Bildbänden.

## Zurück in Frankreich

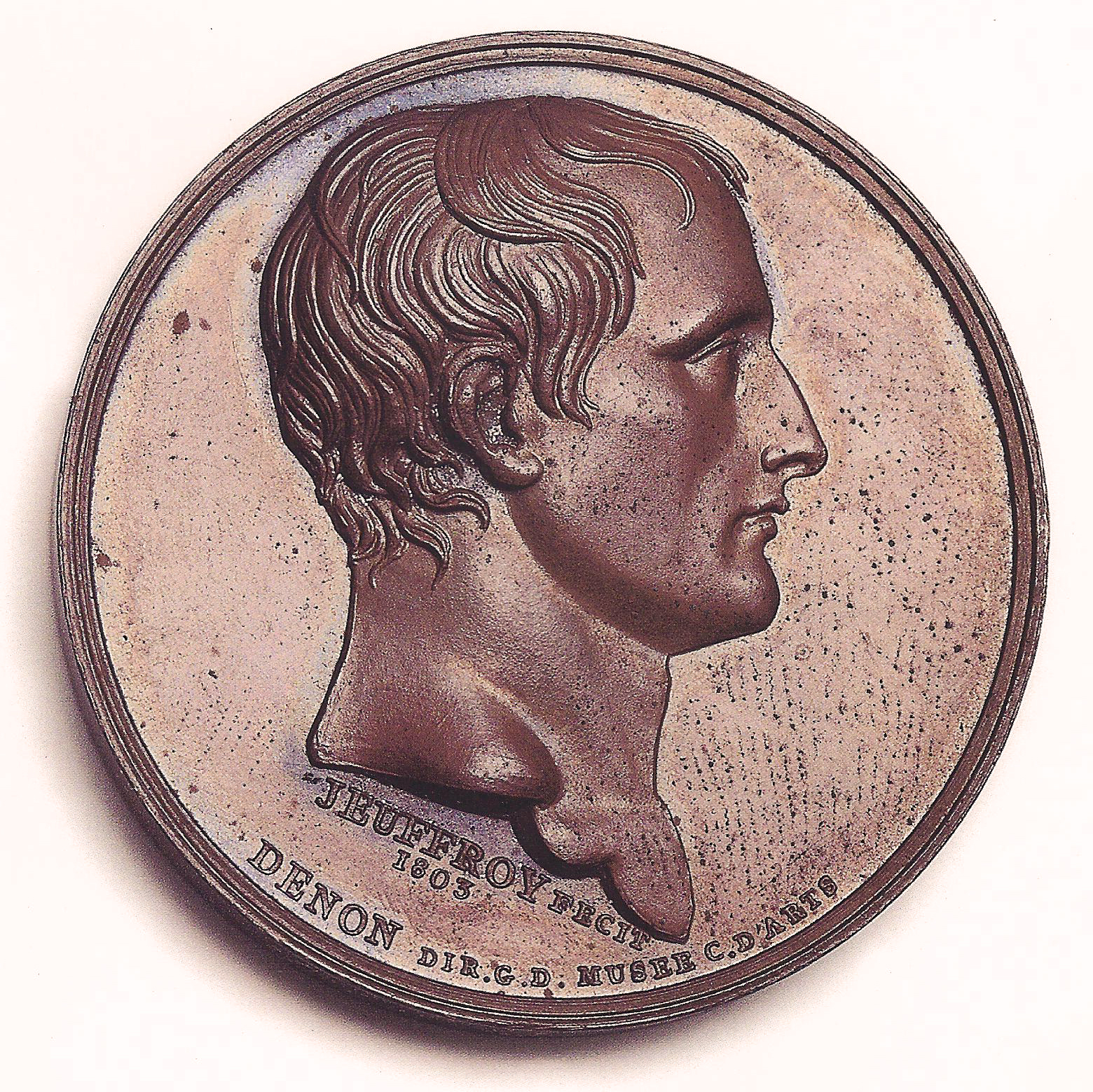
Bronzemedaille 1803, Vorderseite, Napoleon mit kurzem, gewelltem Haar. Foto: Manfred Czastka

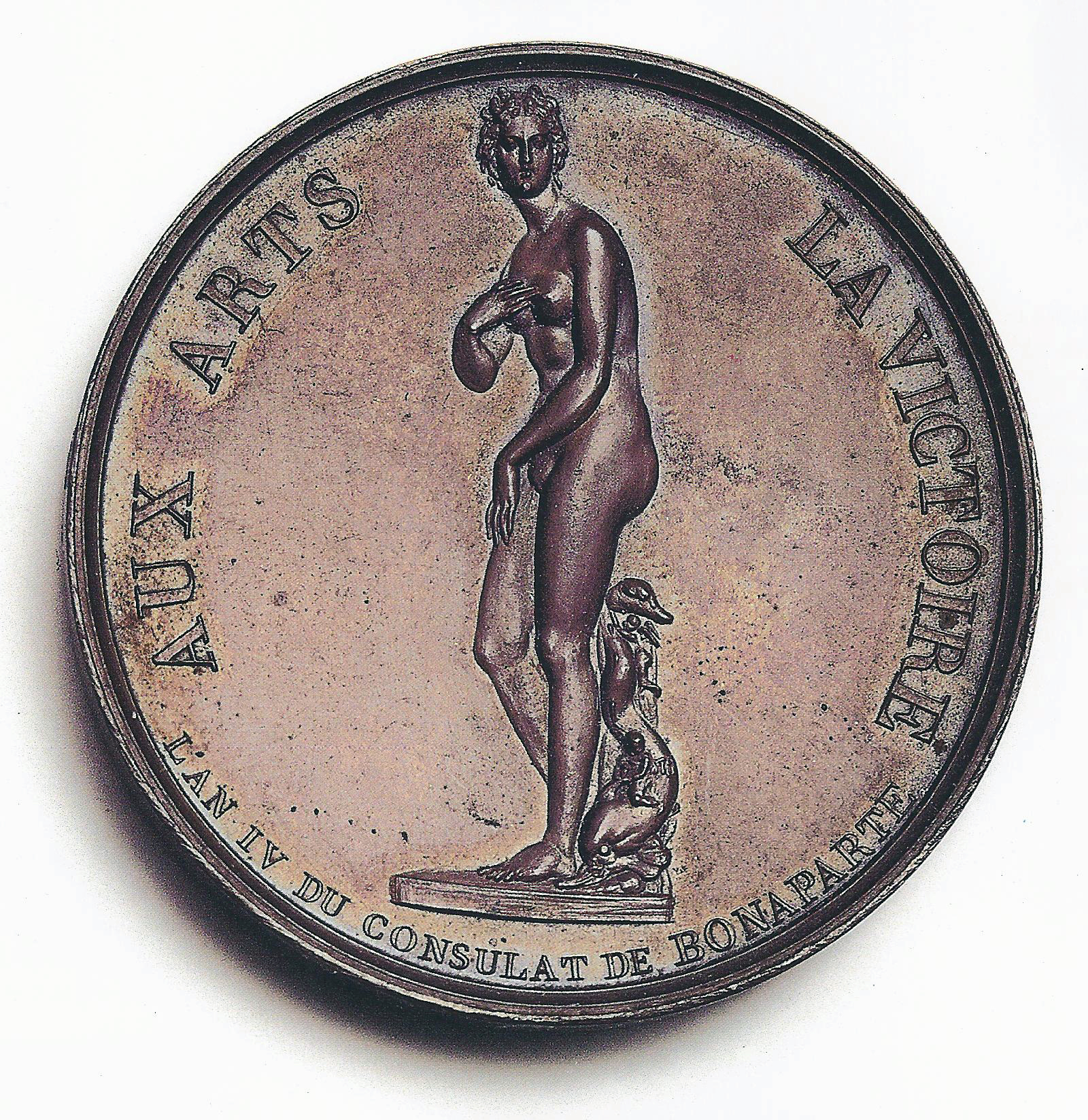
Bronzemedaille 1803, Rückseite, Statue der Venus Medici aus den Uffizien. Foto: Manfred Czastka

### Der Directeur des Musée Napoléon
Dominique-Vivant Denon wurde von Napoléon 1802 zum Directeur général du Musée central des Arts (1804 Musée Napoléon) ernannt, dem heutigen Louvre. Es sollte „das größte, reichste und prächtigste Museum der Welt werden“. Die Konzeption des freien Zugangs aller Bürger zu den Kunstwerken, der bisher nur den herrschenden und gebildeten Schichten vorbehalten war, erschien völlig neuartig und faszinierte die europäischen Intellektuellen. Lediglich Christian von Mechels Hängung im Belvedere kann hierzu vergleichsweise aufgeführt werden. Zwei Grundelemente lagen dem Ordnungsschema zugrunde: Eine Unterteilung nach nationalen Schulen und eine Reihung in den historischen Zusammenhängen, wie sie Johann Joachim Winckelmann gefordert hatte. Diese europäische Vision überzeugte und überwältigte die Zeitgenossen, selbst wenn ihnen wie dem Berliner Museumsdirektor Gustav Friedrich Waagen Opfer abgerungen worden waren. Daher wurde damals nur vereinzelt der Vorwurf der Raubkunst erhoben: Denon selbst und andere Künstler und Historiker hielten es gegenüber dem Direktorium „für Frankreich nicht nützlich […] wenn die Meisterwerke der Malerei und Bildhauerkunst von Rom […] weggeführt werden.“ Denon stellte die konservatorischen über die politischen Belange. Als der Salon carré des Louvre zur Hochzeit Napoleons mit Marie-Louise umgestaltet werden sollte, stellte sich Denon schützend vor die darin ausgestellten Bilder. Im Jahr 1804 erfolgte die Ernennung zum Generaldirektor aller französischen Museen.

### Weitere Aktivitäten
Denon stand den Galerien des Regierungspalastes vor, er verwaltete die Porzellanmanufaktur von Sèvres sowie die Gobelinproduktion. Als Regisseur von Napoleons Kulturpolitik war er künstlerischer Leiter und Ausstatter wichtiger Staatsakte und Feierlichkeiten. Er war durch Napoleon mit der Planung und Ausführung der kaiserlichen Monumente in Paris beauftragt.
Als Direktor der staatlichen Prägeanstalt für Medaillen machte er ab 1803 die 1796 von Napoleon begonnene Histoire Métallique zu seinem persönlichen Projekt der Verherrlichung Napoleons. Denn nach seiner Überzeugung waren Medaillen „die einzigen Zeugen des Ruhms, die alle Jahrhunderte überdauern.“ Die erste Medaille nach seiner Amtseinführung war der Ankunft der geraubten Medici-Venus am 14. Juli 1803 im Louvre gewidmet. Auf der Vorderseite, unter Napoleons Porträt, ließ Denon mit dem Namen des Medailleurs Jeuffroy auch seinen Namen prägen – ein Novum in der Geschichte der Medaille. „Charakteristisch für Denon ist, dass nicht nur eine schöne nackte Frau auf seiner ersten Medaille abgebildet ist, sondern auch das Motto AUX ARTS LA VICTOIRE (‚Den Künsten der Sieg‘). Für den großangelegten Kunstraub unter Napoleon galt dagegen das Motto umgekehrt: Den Siegern die Kunst.“ (Lisa Zeitz)
Ab 1808 organisierte und leitete Denon die traditionell zweijährlich im Salon Carré stattfindende Ausstellung Salon de Paris, der die Malerei in Frankreich fördern sollte.
Am 5. August 1812 wurde er mit dem Titel eines Freiherren ausgezeichnet und nannte sich ab diesem Zeitpunkt Baron Denon. Da Denon unverheiratet war, erhielt er die Erlaubnis den Titel seinem Neffen Dominique-Vivant Brunet zu vererben. Verschiedentlich ist beschrieben, dass Denon alles andere als ein Frauenfeind gewesen sein soll. Sein universelles Wissen, seine Kommunikationsfreudigkeit, sein charmantes, von guter Erziehung geprägtes Auftreten brachten ihm – trotz eines nicht gerade blendenden Aussehens – Anerkennung und Sympathien ein. Die Malerin Élisabeth Vigée-Lebrun traf ihn in Venedig und berichtete: „[…] sein Esprit und seine Kenntnisse in künstlerischen Dingen machten ihn zu einem zauberhaften Cicerone, […] auch als sehr junger Mann war Monsieur Denon nicht schön, was jedoch nicht verhinderte, dass er einer großen Zahl hübscher Frauen gefiel.“

### Lebensende

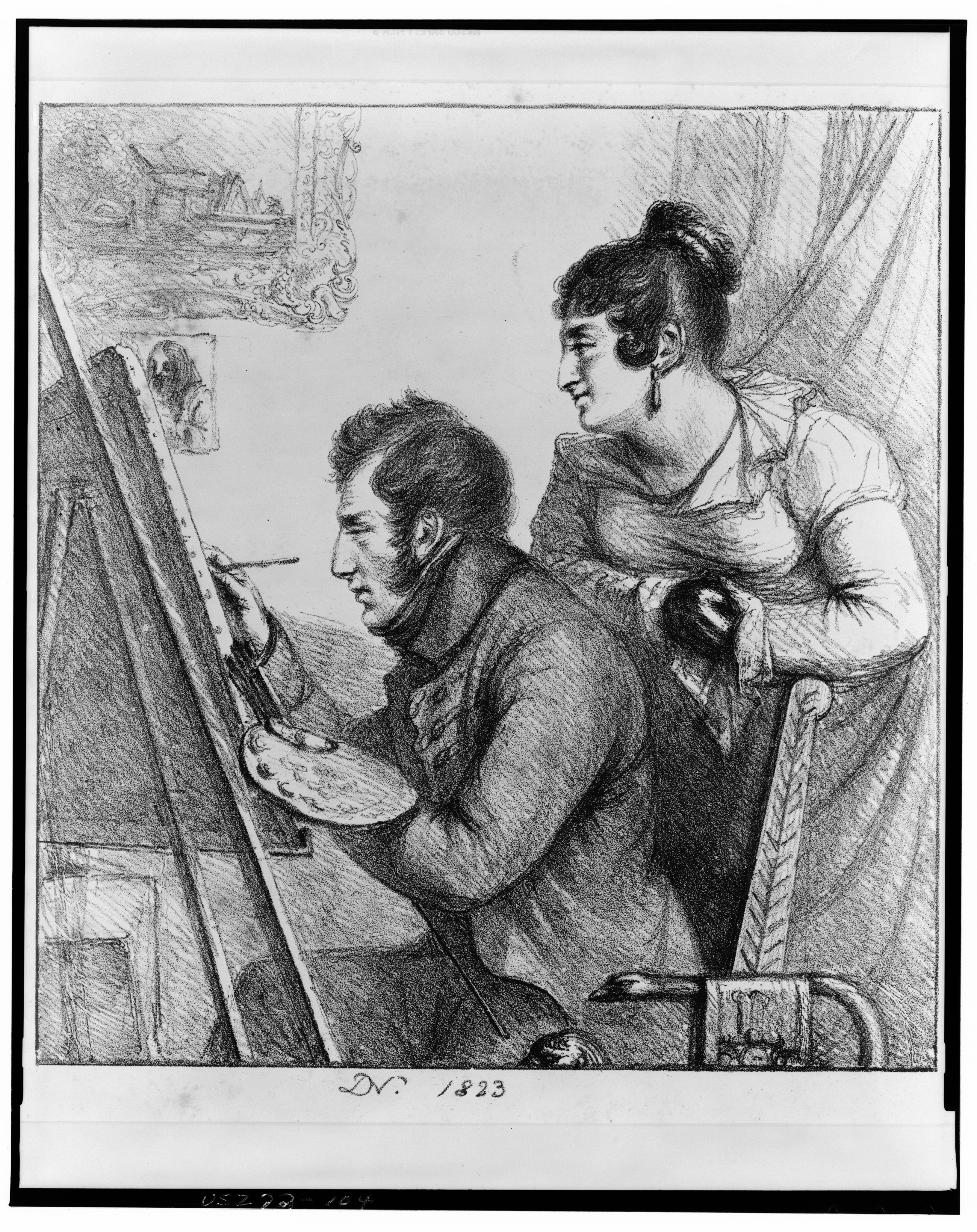
Selbstporträt des Baron Denon 1823
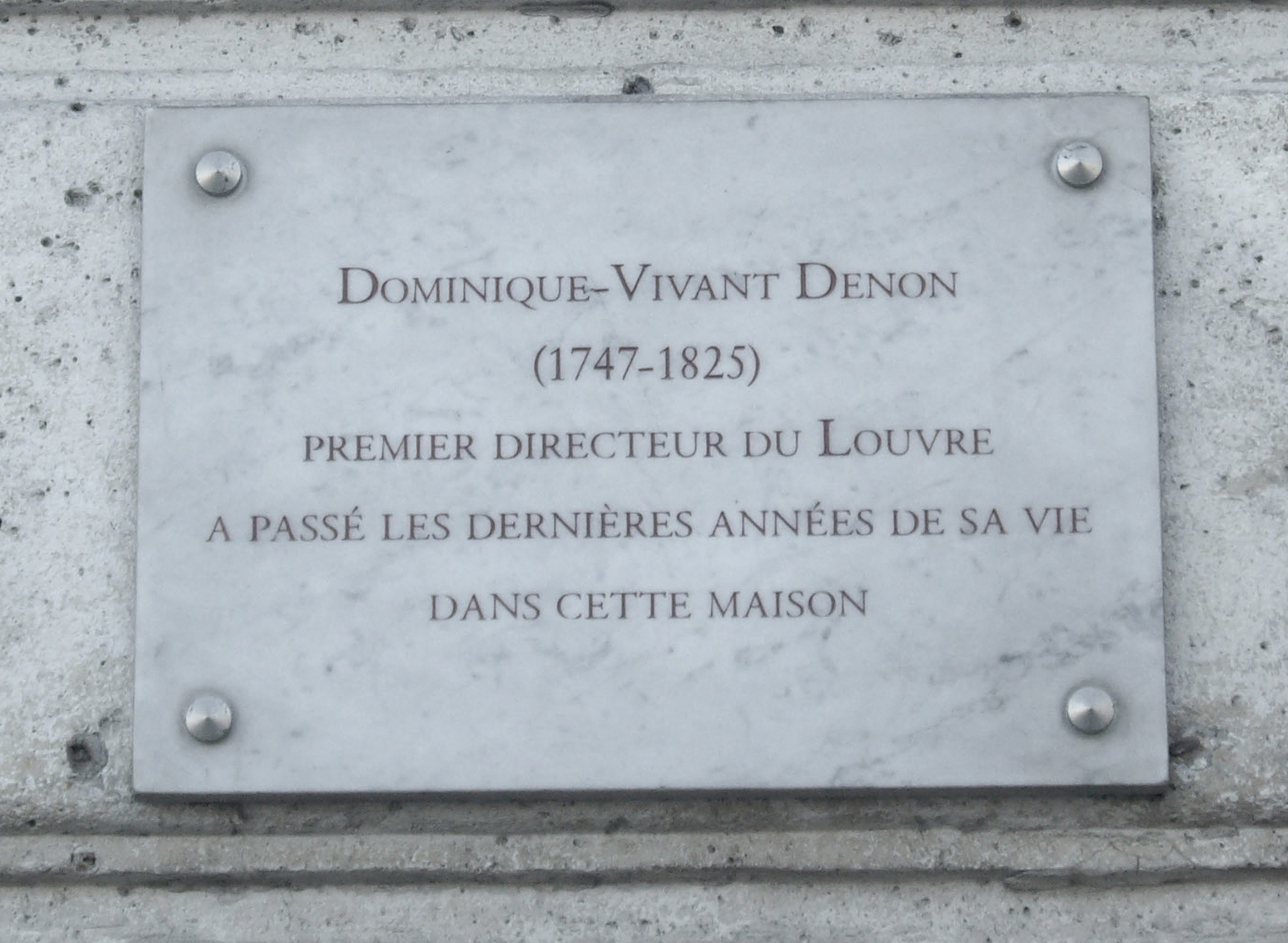
Gedenktafel am letzten Wohnsitz des Baron Denon
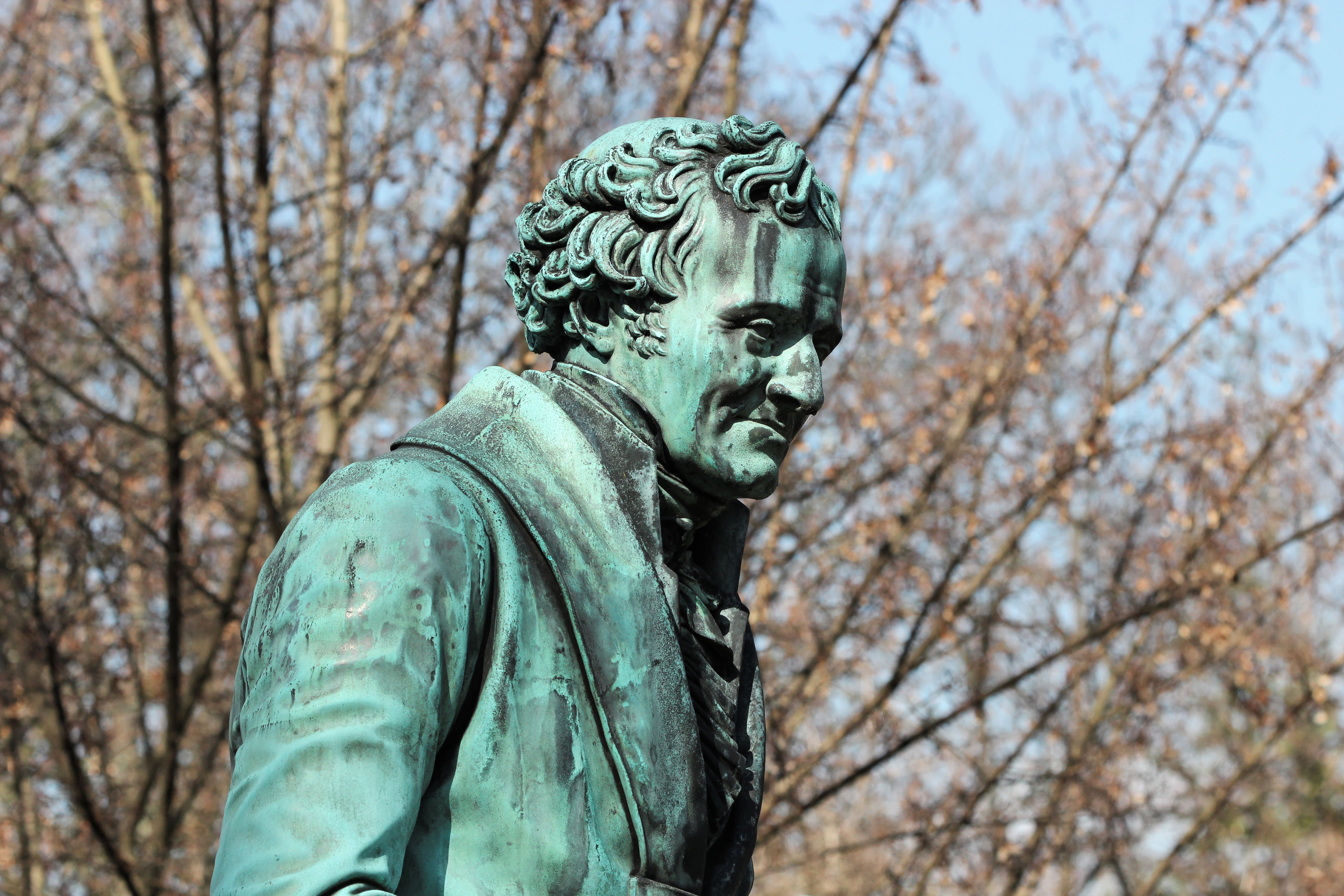
Dominique Vivant Denons Grabmonument
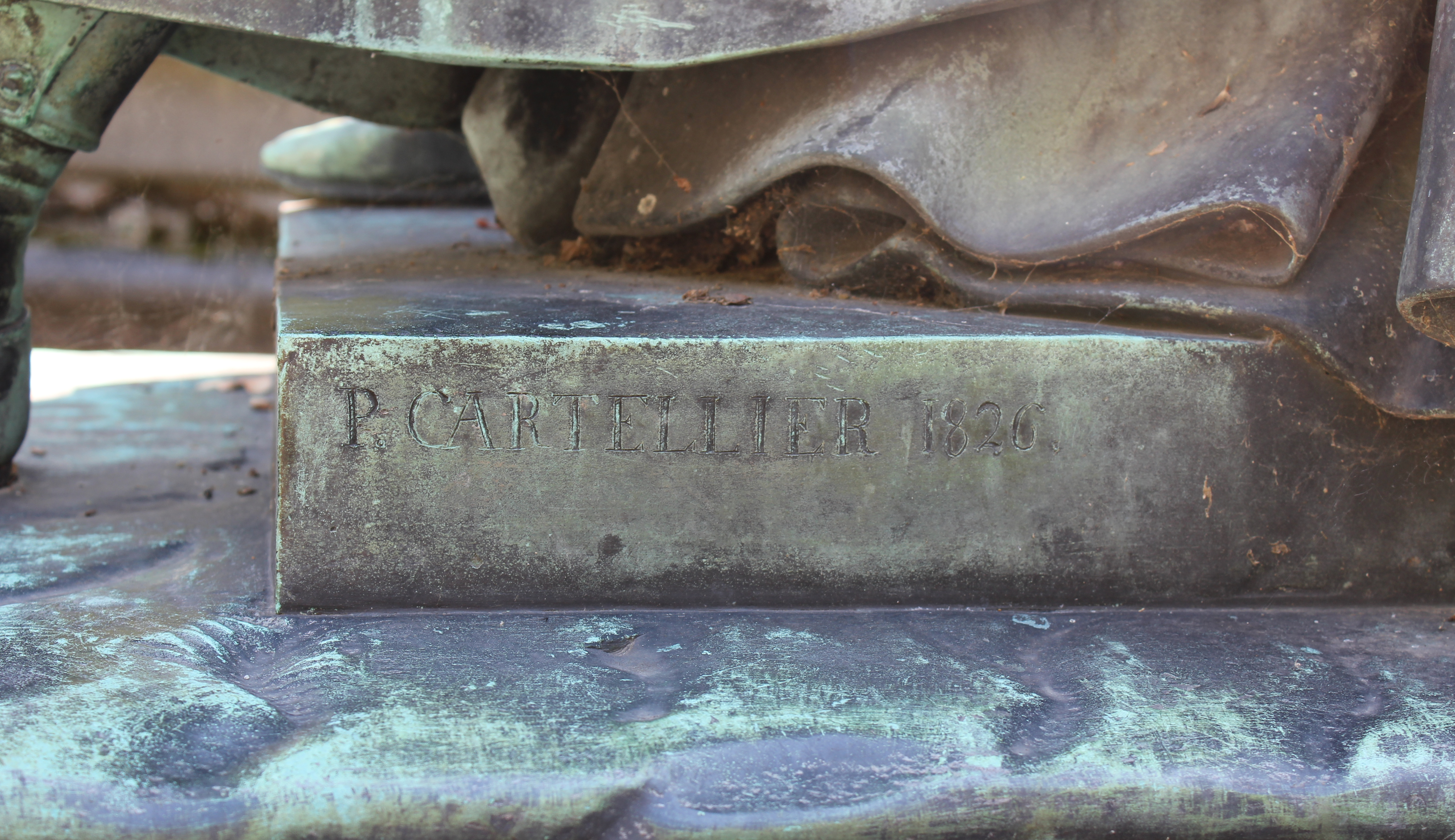
Signatur der Grabplastik

Die letzten Lebensjahre privatisierte der Baron Denon. Er widmete sich in seinem Pariser Palais am Quai Voltaire 7 seinen Sammlungen und experimentierte mit lithografischen Drucken. Am 27. April 1825 verstarb Denon nach kurzer Krankheit – er hatte sich zwei Tage zuvor bei einer Kunstversteigerung eine Erkältung zugezogen. Er wurde auf dem Friedhof Père-Lachaise begraben und erhielt eine lebensgroße Grabplastik aus Bronze, die 1826 von P. Carellier geschaffen wurde.

## Denons Rolle als Auge Napoleons

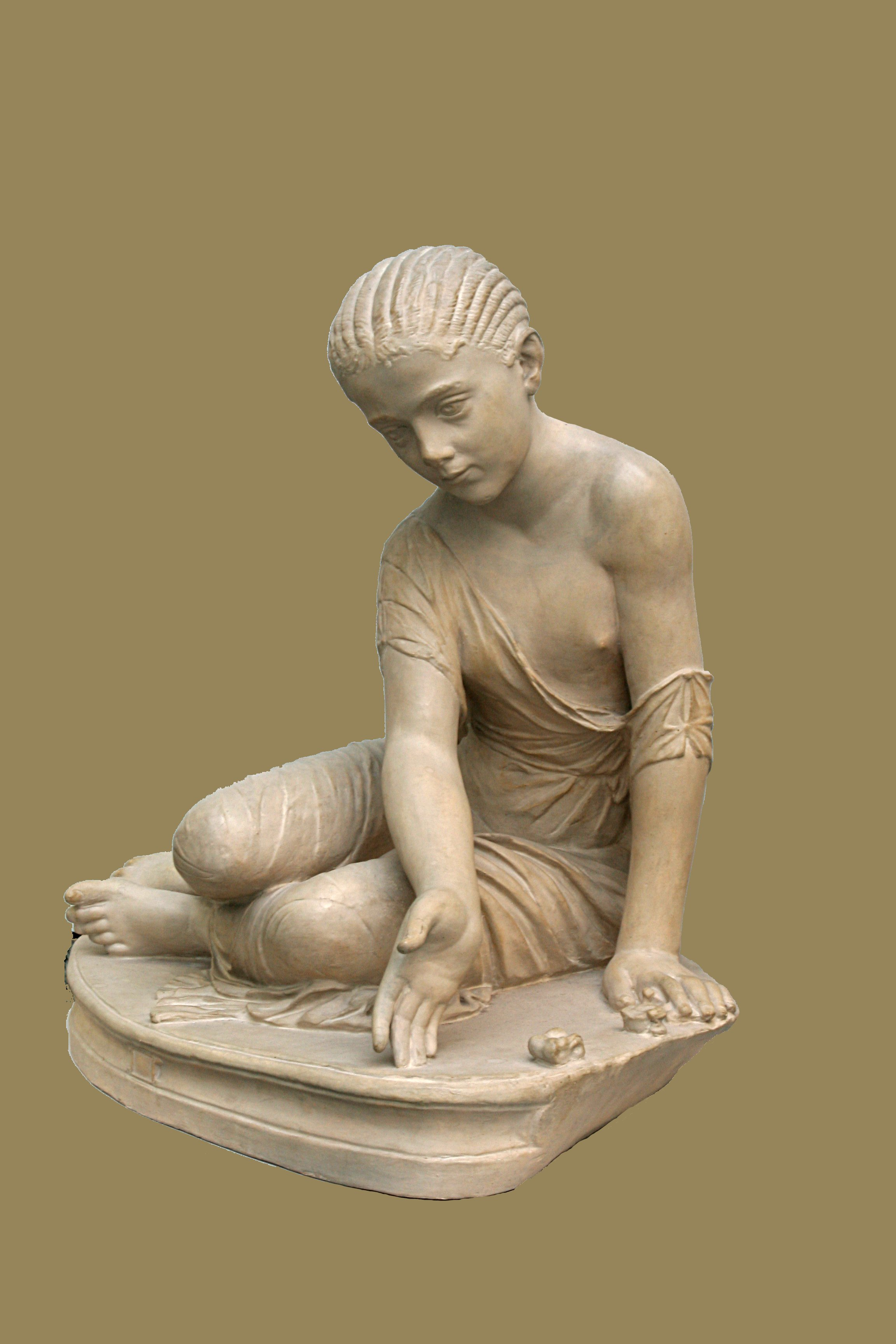
Die Knöchelspielerin, in Berlin im November 1806 requiriert und am 7. August 1815 an die preußischen Kommissäre restituiert
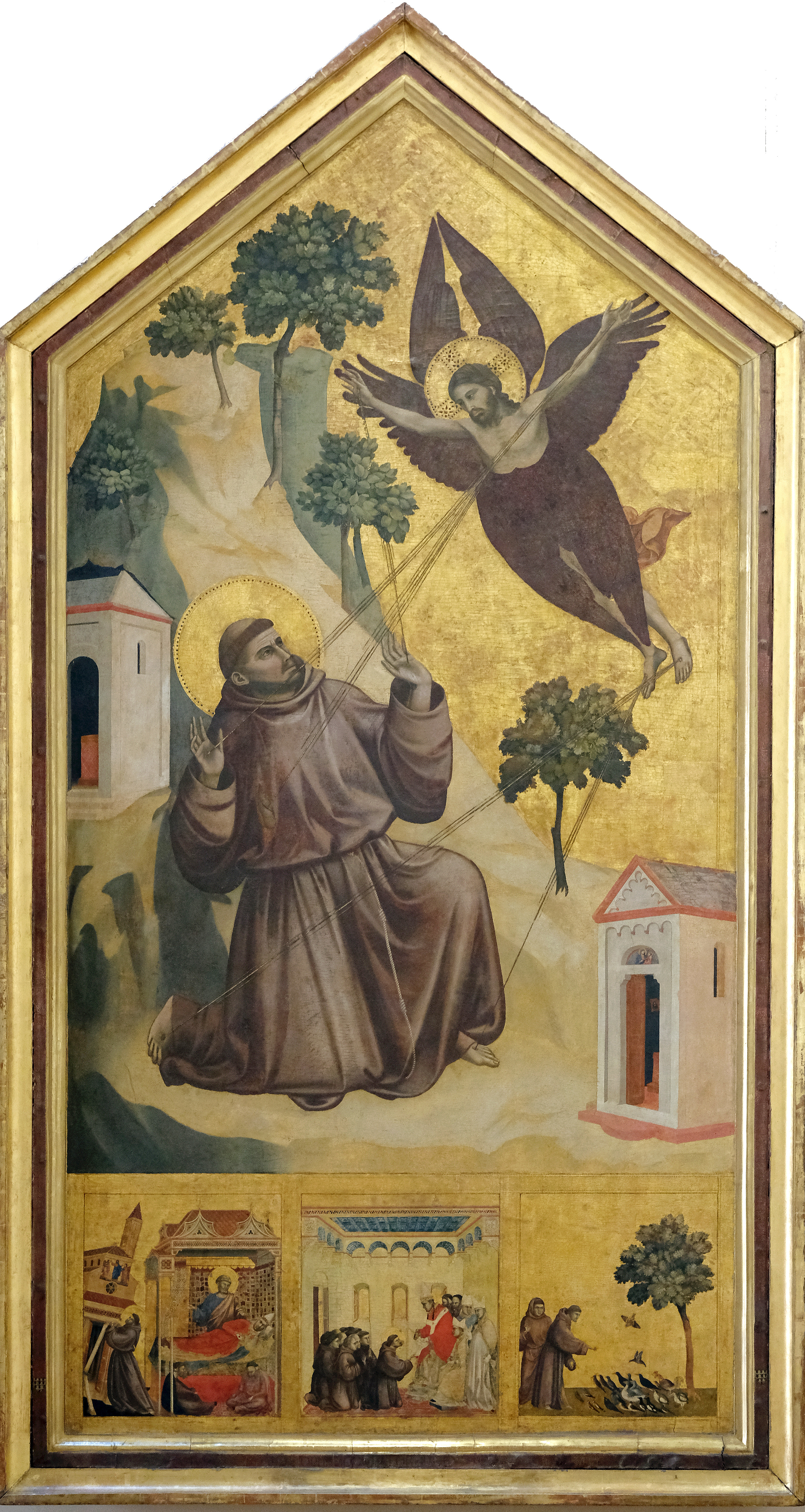
Giottos, Franz von Assisi empfängt die Stigmata, 1813 in Pisa auf dem Camposanto requiriert, von den Italienischen Kommissären im Louvre belassen
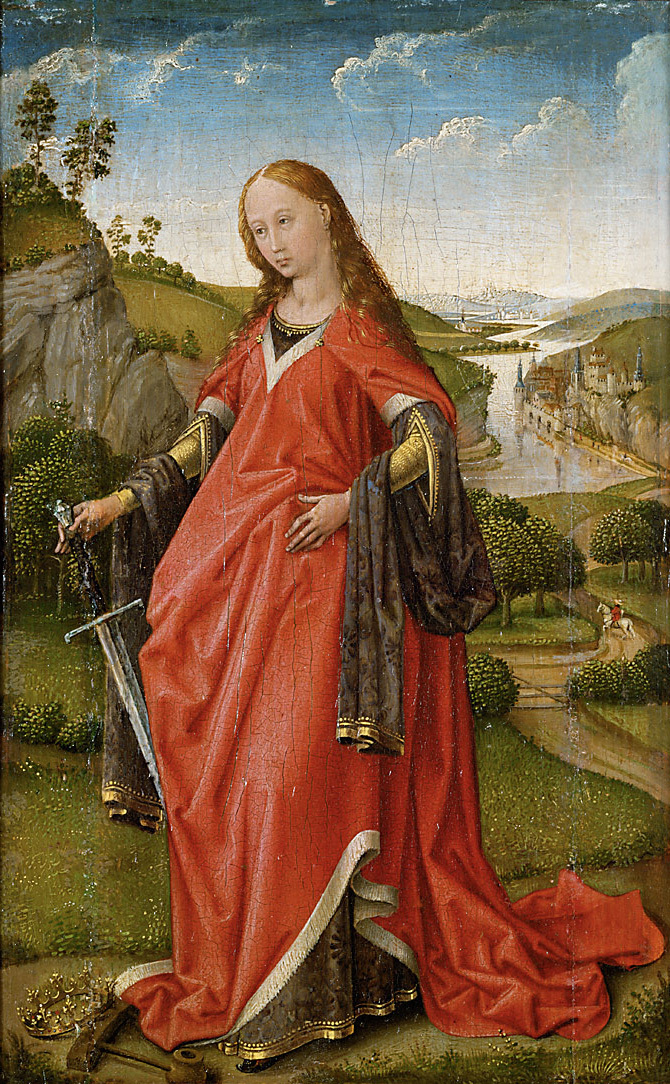
van der Weydens St. Katharina, am 18. Juni 1809 im Wiener Belvedere requiriert, im September 1815 an Österreich restituiert
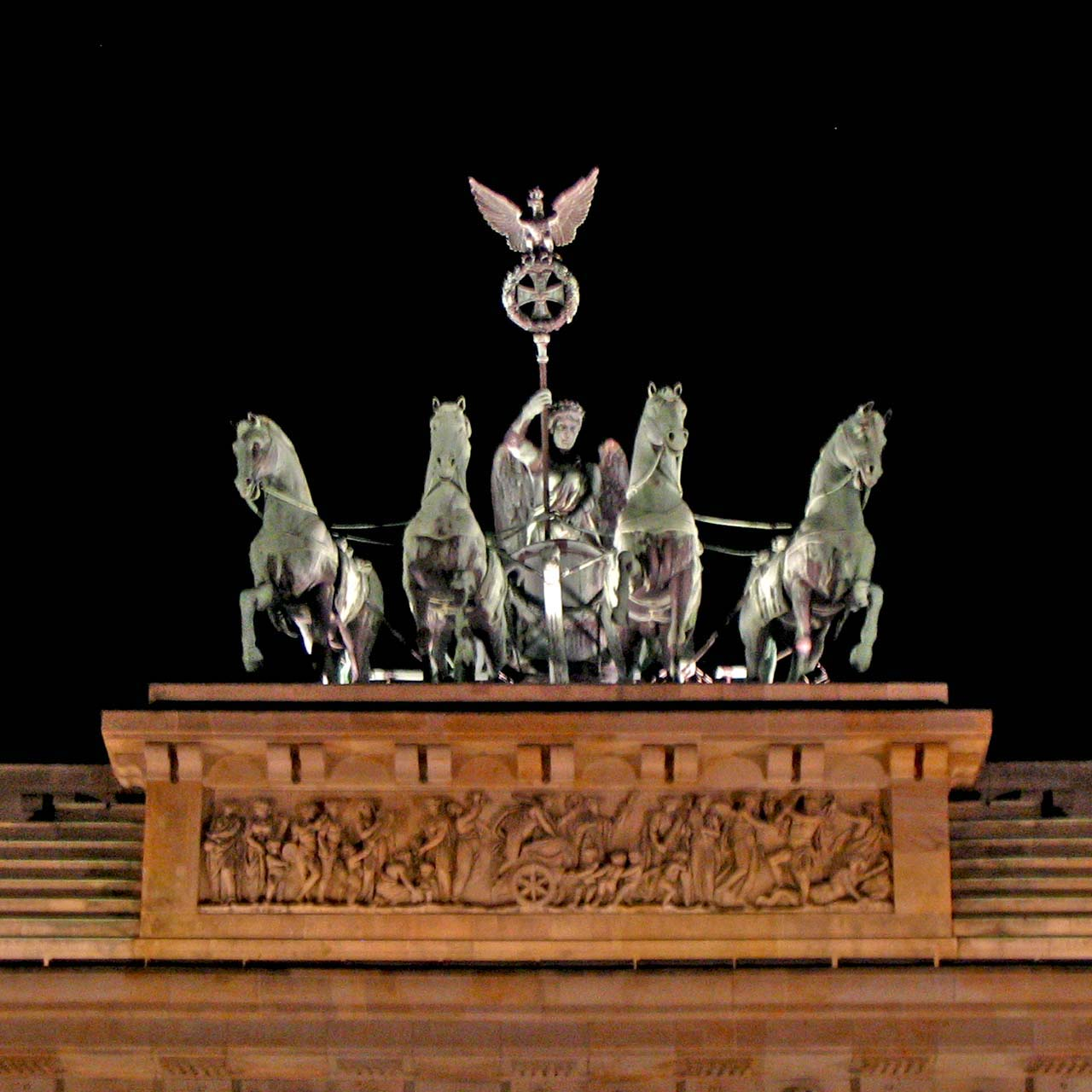
Schadows Quadriga, in Berlin 1806 auf dem Brandenburger Tor requiriert und 1814 durch Blücher nach Berlin zurückgeführt

Denon wirkte bei den Feldzügen Napoleons in den durch die napoleonischen Truppen besetzten Gebieten Europas als Beauftragter und Sachverständiger bei der Beschlagnahme von Kunstgegenständen: von Mai 1805 bis Januar 1806 in Norditalien, Oktober 1806 bis September 1807 in Deutschland (wo wahrscheinlich der Spitzname „das Auge Napoleons“ entstand), November 1808 bis Januar 1809 in Spanien, Mai bis November 1809 in München und Wien, von August bis Dezember 1810 wieder in Italien. Zu seinem Team in Deutschland gehörten auch Henri Beyle, der in der Bibliothek von Wolfenbüttel vorwiegend Wiegendrucke und Handschriften requirierte, und der Straßburger Maler Benjamin Zix als Sekretär, Dolmetscher und Chronist, der die Arbeit Denons auch in zahlreichen Zeichnungen festhielt.
Im Oktober 1807 wurden die in Deutschland in Beschlag genommenen Kunstwerke im „Salon en rotonde“ im ersten Obergeschoss des Louvre öffentlich ausgestellt. Nach einer heute schwierig zu verifizierenden Auflistung handelte es sich z. B. um fast 300 Gemälde aus der Residenz Kassel, jeweils um die 200 Kunstwerke aus dem Schloss Salzdahlum bei Braunschweig und aus Schwerin, fast 400 aus Wien, 55 Gemälde aus Sanssouci, dazu Statuen, antike Büsten und persönliche Stücke aus dem Nachlass Friedrichs des Großen. Hinzuzuzählen sind nur vage zu beschreibende Bibliotheksbestände und sakrale Kunstwerke aus den Klöstern, Kirchen und kurfürstlichen Residenzen des seit 1794 besetzten und seit 1797 de facto zu Frankreich gehörenden Rheinlandes. Bekanntestes Beispiel war aus Köln die Kreuzigung des heiligen Petrus von Peter Paul Rubens.
Bei der kritischen Betrachtung dieser Funktion Denons sollte berücksichtigt werden, dass um 1800 keine nach heutigem Verständnis völkerrechtlichen Abmachungen zu Kulturgütern bestanden. Frankreich sah sich als Hort der revolutionären Errungenschaften in Europa und Paris folgerichtig als Verwalter der Kulturgüter. Bereits seit 1794, beginnend aus den eroberten habsburgischen Niederlanden, stapelten sich Wagenladungen der von Revolutionstruppen konfiszierten Gemälde, Skulpturen und Bibliotheken aus Kirchen und Klöstern in den Räumen des heutigen Louvres.
Denon erkannte als einer der ersten die Qualität und den Reichtum der bis dahin wenig geschätzten Malerei des Mittelalters, speziell der sogenannten „primitiven“ Malerei Italiens, wie man die Werke der Frührenaissance von Giotto oder Cimabue nannte. Denons Kunstverständnis schloss auch erstmals außereuropäische Kunstwerke, darunter die Völker Polynesiens ein. Denon ging mit äußerster Höflichkeit und viel Verständnis vor. Er erwarb zudem bedeutende Stücke und entdeckte Watteaus Gemälde „Gilles“ bei einem Trödler. Durch die Interventionen des Papstes und die Bitte Antonio Canovas wurde nach Kriegsende ein Teil der geraubten Stücke zurückgegeben. Das Interesse des Papstes galt dabei ausschließlich den antiken Werken. Der Rücktransport wurde durch den Einfluss von George IV. und mit Mitteln des Vereinigten Königreiches Großbritannien durchgeführt. Im Oktober 1815 reichte der Baron Denon aus Protest gegen die Beschlagnahmung zahlreicher Kunstgegenstände durch die Briten bei Ludwig XVIII. seinen Rücktritt ein. Er hatte seine Sammlung als überstaatliche, europäische Institution unter den Vorzeichen der Freiheit und des Fortschritts der Künste angesehen. Dieser Auffassung folgten nicht zuletzt zahlreiche Deutsche, darunter Friedrich Schlegel.

## Denon und Goethe
Goethe war mit Denon bereits 1790 in Venedig bekannt geworden. Die Besetzung und Plünderung Weimars durch französische Truppen nach der Schlacht bei Jena und Auerstedt Anfang Oktober 1806 versetzten Goethe in große Ängste. Dieser Sorgen wurde er am 18. Oktober 1806 durch die Einquartierung seines alten Freundes Denon enthoben. Goethe schrieb dazu, Denon habe die unglücklichen Tage zu Festtagen werden lassen. Am 19. Oktober führte Goethe Denon nach seiner Hochzeit mit Christiane Vulpius bei Herzogin Luise ein. Denon revanchierte sich für die liebevolle Aufnahme dadurch, dass er Goethe Zugang zu dem französischen Hauptquartier verschaffte, was für das Fortbestehen des Herzogtums Sachsen-Weimar-Eisenach nicht ohne Bedeutung blieb. Dazu entwarf der rastlose Denon zwei Medaillen mit den Köpfen Goethes und Wielands. Goethe schrieb am 23. Oktober 1806 an Karl Ludwig von Knebel: „Habe ich dir schon geschrieben, dass ich einen Besuch von meinem alten Freund Denon hatte, der sich einige Tage bey uns aufhielt? So muß erst ein Gewitter vorbeyziehen, wenn ein Regenbogen erscheinen soll! Er war äusserst munter und artig.“

## Die Kunstsammlung des Baron Denon
Die nachgelassene Kunstsammlung des Baron Denon wurde 1826 und 1827 in Paris versteigert. Sie umfasste Skulpturen, Gemälde, Antiken, Medaillen, Graphiken und Kunsthandwerkliches. Innerhalb der Sammlungen gab es einzelne Schwerpunkte. Von überragender Qualität waren die Rembrandt-Radierungen. Der Sammlerstempel des Baron Denon zeigt im Hochoval ein korkenzieherartiges Gerät zwischen den Buchstaben D und M. Ein Stück von herausragender Exzentrik ist das Reliquiar des Baron Denon, das heute in den Musées de Châteauroux aufbewahrt wird: Der Baron Denon hatte ein spätgotisches, französisches Reliquiar des 15. Jahrhunderts mit Reliquien seiner persönlichen Helden der Geschichte neu ausgestattet. Das Reliquaire de Vivant Denon enthält Knochenfragmente des el Cid, von Abélard und Heloisa, Molière, einen Zahn Voltaires, Haarlocken des Generals Desaix und Napoleons, sowie Bestandteile weiterer Persönlichkeiten der europäischen Geschichte.

## Sonstiges
Die Novelle Nur eine Nacht (Originaltitel: Point de lendemain) wurde 1958 von dem französischen Nouvelle-Vague-Regisseur Louis Malle unter dem Titel Les Amants verfilmt, jedoch ohne Hinweis auf die Vorlage Denons. Milan Kundera hat die Novelle zudem in seinem 1995 erschienenen Roman Die Langsamkeit verarbeitet.
Der Südflügel und frühere Haupteingang zum Louvre ist „Pavillon Denon“ benannt. 2016 wurde auch im Louvre das Forschungszentrum Dominique-Vivant Denon eröffnet.
1805 wurde er zum Ehrenmitglied der Bayerischen Akademie der Wissenschaften ernannt. Seit 1809 war er korrespondierendes Mitglied der Königlich Niederländischen Akademie der Wissenschaften (Koninklijk Instituut).
In Chalon-sur-Saône, seiner Heimatstadt, wurde Denon zu Ehren das Musée Dominique Vivant Denon eingerichtet, das eine repräsentative Sammlung von Zeichnungen und Graphiken aus der Hand des Baron Denon besitzt.

## Werke

### Schriften
- Nur eine Nacht. Übers. Otfried Schulze, Manholt, Bremen 1989, ISBN 3-924903-74-3 & Fischer TB, Frankfurt 1998, ISBN 3-596-13841-8[25]
- Pages d’un journal de voyage en Italie. Erstveröffentlichung, herausgegeben und kommentiert von Elena Del Panta, Éditions Gallimard, Paris, 1998, ISBN 2-07-075375-1.
- Voyage dans la Basse et la Haute Egypt. 1817, und Anhang, digitalisiert von der BNF; Tome I und Tome II (1802) bei Google Book Search 
  - engl. Übersetzung von Arthur Aikin: Travels in Upper and Lower Egypt (1803), vol. I und vol. II bei Google Book Search
  - dt. Übersetzung von Dieterich Tiedemann: Vivant Denon’s Reise in Nieder- und Ober-Aegypten. 1803, digitalisiert vom Göttinger Digitalisierungszentrum.
- Mit Napoleon in Ägypten. Herausgegeben von Helmut Arndt, Edition Erdmann, Tübingen 1978, ISBN 3-7711-0288-X.
  - als Knaur Taschenbuch: Mit Napoleon in Ägypten, 1798–1799. Knaur, München/Zürich 1982, ISBN 3-426-03687-8.
- Monuments des arts du dessin chez les peuples tant anciens que modernes recueillis par le baron Denon …pour servir à l’histoire des arts. Herausgegeben von Amaury Duval und dem General Brunet, Paris, 1829.

### Grafiken
Denon beschäftigte sich seit seiner Studienzeit in Paris mit Grafiken. Seine Aufnahme im Juli 1787 in die Académie royale de peinture et du sculpture erfolgte als Kupferstecher. Sein Gesamtwerk umfasst ca. 1000 eigenhändige Arbeiten in verschiedenen Techniken nach eigenen oder fremden Entwürfen. Ab 1809 fertigte Denon, der bei Alois Senefelder in München die neuentwickelte Technik der Lithografie erlernt hatte, fast ausschließlich Lithografien an, die in den letzten Jahren überwiegend Personen seines persönlichen Umkreises darstellen. Denon experimentierte mit mehrfarbigen Drucken von verschiedenen Platten. Die Bedeutung Denons für die Entwicklung der lithographischen Kunst in Frankreich wird bis heute kontrovers diskutiert.
Bei einem Aufenthalt in Venedig fertigte Denon einen Kupferstich mit dem Porträt Johann Heinrich Rambergs an, während dieser umgekehrt dort ein Bildnis von Denon malte.